# Clyde Drexler
Clyde Austin Drexler, detto The Glide (New Orleans, 22 giugno 1962), è un ex cestista e allenatore di pallacanestro statunitense, professionista NBA nel ruolo di guardia tiratrice.

## Caratteristiche tecniche
Considerato una delle migliori guardie di tutti i tempi, era dotato di buon atletismo, oltre a essere bravo nel fornire assist, recuperare palloni e raccogliere rimbalzi.

## Carriera
Dopo aver frequentato la Sterling High School e la University of Houston, fu la quattordicesima scelta assoluta al draft del 1983, scelto dai Portland Trail Blazers. Drexler guidò la squadra dell'Oregon alle finali NBA nel 1990 e nel 1992, entrambe perse (la prima per 4-1 contro i Detroit Pistons, la seconda 4-2 contro i Chicago Bulls). In quest'ultima occasione Drexler diede vita a partite spettacolari nella serie, contro i Bulls guidati da Michael Jordan.
Guardia di 2 metri, atletico ed elegante nelle entrate a canestro, era anche un ottimo rimbalzista e un preciso assist-man. In virtù delle sue superbe doti tecniche e dell'eleganza delle sue entrate a canestro venne soprannominato The Glide (L'aliante).
Nel 1992 vinse un oro olimpico alle Olimpiadi estive di Barcellona '92, diventando una delle leggende del "Dream Team" originale, insieme ad altre stelle del basket americano, come Jordan, suo rivale alle Finals di quell'anno, Magic Johnson e Larry Bird.
Dopo aver chiesto ai Blazers di essere ceduto ad una squadra da titolo, il 14 febbraio 1995 Clyde approdò agli Houston Rockets, campioni NBA in carica, in cambio di Otis Thorpe. Nonostante le ottime credenziali di Drexler lo scambio fu inizialmente criticato, in quanto Thorpe era stato una pedina fondamentale nella vittoria del titolo l'anno prima per i texani. Le critiche svanirono presto grazie alle grandi prestazioni di Drexler, perfettamente a suo agio nel ruolo di seconda opzione offensiva dopo Olajuwon. La stagione terminò con la vittoria nei playoff e la conquista del titolo tanto ambito.
Si è ritirato dal professionismo al termine della stagione 1997-98, diventando allenatore della squadra dove aveva cominciato, quella dell'università di Houston.
Allenò per due stagioni, ma dopo i modesti risultati (19 vinte – 37 perse) decise di lasciare per dedicarsi maggiormente alla famiglia.
Drexler attualmente affianca il telecronista dei Rockets, fornendo un commento tecnico, nelle gare casalinghe a Houston.

## Record NBA

### Regular Season
Maggior numero di palle rubate in metà partita: 8, secondo tempo, Houston Rockets - Sacramento Kings, 1º novembre 1996
Maggior numero di rimbalzi offensivi da una guardia (carriera): 2.615

### Play-off
Maggior numero di palle rubate in una serie al meglio di cinque: 13, Portland Trailblazers - Dallas Mavericks, 1990
Maggior numero di palle rubate in metà partita: 6, Portland Trailblazers - Phoenix Suns, 23 maggio 1990

### All Star Game
Maggior percentuale ai liberi nella storia dell'All Star Game: 1.000 (12-12)

## Statistiche
| † | Denota le stagioni in cui ha vinto il titolo |
| * | Primo nella lega                             |

### NCAA
| Anno      | Squadra         | PG | PT | MP   | TC%  | 3P% | TL%  | RP   | AP  | PRP | SP  | PP   |
| --------- | --------------- | -- | -- | ---- | ---- | --- | ---- | ---- | --- | --- | --- | ---- |
| 1980-1981 | Houston Cougars | 30 | -  | 33,1 | 50,5 | -   | 58,8 | 10,5 | 2,6 | 1,9 | 0,9 | 11,9 |
| 1981-1982 | Houston Cougars | 32 | -  | 33,7 | 56,9 | -   | 60,8 | 10,5 | 3,0 | 3,0 | 1,1 | 15,2 |
| 1982-1983 | Houston Cougars | 34 | -  | 34,9 | 53,6 | -   | 73,7 | 8,8  | 3,8 | 3,3 | 0,5 | 15,9 |
| Carriera  | Carriera        | 96 | -  | 33,9 | 53,8 | -   | 64,3 | 9,9  | 3,2 | 2,8 | 0,9 | 14,4 |

### NBA

#### Regular Season
| Anno       | Squadra             | PG   | PT  | MP   | TC%  | 3P%  | TL%  | RP  | AP  | PRP | SP  | PP   |
| ---------- | ------------------- | ---- | --- | ---- | ---- | ---- | ---- | --- | --- | --- | --- | ---- |
| 1983-1984  | Portland T. Blazers | 82   | 3   | 17,2 | 45,1 | 25,0 | 72,8 | 2,9 | 1,9 | 1,3 | 0,4 | 7,7  |
| 1984-1985  | Portland T. Blazers | 80   | 43  | 31,9 | 49,4 | 21,6 | 75,9 | 6,0 | 5,5 | 2,2 | 0,9 | 17,2 |
| 1985-1986  | Portland T. Blazers | 75   | 58  | 34,3 | 47,5 | 20,0 | 76,9 | 5,6 | 8,0 | 2,6 | 0,6 | 18,5 |
| 1986-1987  | Portland T. Blazers | 82   | 82  | 38,0 | 50,2 | 23,4 | 76,0 | 6,3 | 6,9 | 2,5 | 0,9 | 21,7 |
| 1987-1988  | Portland T. Blazers | 81   | 80  | 37,8 | 50,6 | 21,2 | 81,1 | 6,6 | 5,8 | 2,5 | 0,6 | 27,0 |
| 1988-1989  | Portland T. Blazers | 78   | 78  | 39,3 | 49,6 | 26,0 | 79,9 | 7,9 | 5,8 | 2,7 | 0,7 | 27,2 |
| 1989-1990  | Portland T. Blazers | 73   | 73  | 36,8 | 49,4 | 28,3 | 77,4 | 6,9 | 5,9 | 2,0 | 0,7 | 23,3 |
| 1990-1991  | Portland T. Blazers | 82   | 82  | 34,8 | 48,2 | 31,9 | 79,4 | 6,7 | 6,0 | 1,8 | 0,7 | 21,5 |
| 1991-1992  | Portland T. Blazers | 76   | 76  | 36,2 | 47,0 | 33,7 | 79,4 | 6,6 | 6,7 | 1,8 | 0,9 | 25,0 |
| 1992-1993  | Portland T. Blazers | 49   | 49  | 34,1 | 42,9 | 23,3 | 83,9 | 6,3 | 5,7 | 1,9 | 0,8 | 19,9 |
| 1993-1994  | Portland T. Blazers | 68   | 68  | 34,3 | 42,8 | 32,4 | 77,7 | 6,5 | 4,9 | 1,4 | 0,5 | 19,2 |
| 1994-1995† | Portland T. Blazers | 41   | 41  | 34,8 | 42,8 | 36,3 | 83,5 | 5,7 | 5,1 | 1,8 | 0,5 | 22,0 |
| 1994-1995† | Houston Rockets     | 35   | 34  | 37,1 | 50,6 | 35,7 | 80,9 | 7,0 | 4,4 | 1,8 | 0,7 | 21,4 |
| 1995-1996  | Houston Rockets     | 52   | 51  | 38,4 | 43,3 | 33,2 | 78,4 | 7,2 | 5,8 | 2,0 | 0,5 | 19,3 |
| 1996-1997  | Houston Rockets     | 62   | 62  | 36,6 | 44,2 | 35,5 | 75,0 | 6,0 | 5,7 | 1,9 | 0,6 | 18,0 |
| 1997-1998  | Houston Rockets     | 70   | 70  | 35,3 | 42,7 | 31,7 | 80,1 | 4,9 | 5,5 | 1,8 | 0,6 | 18,4 |
| Carriera   | Carriera            | 1086 | 950 | 34,6 | 47,2 | 31,8 | 78,8 | 6,1 | 5,6 | 2,0 | 0,7 | 20,4 |
| All-Star   | All-Star            | 9    | 4   | 18,4 | 50,6 | 28,6 | 100  | 4,9 | 2,6 | 1,3 | 0,7 | 10,7 |

#### Play-off
| Anno     | Squadra             | PG  | PT  | MP   | TC%  | 3P%  | TL%  | RP   | AP  | PRP  | SP  | PP   |
| -------- | ------------------- | --- | --- | ---- | ---- | ---- | ---- | ---- | --- | ---- | --- | ---- |
| 1984     | Portland T. Blazers | 5   | -   | 17,0 | 42,9 | 0,0  | 85,7 | 3,4  | 1,6 | 1,0  | 0,2 | 7,2  |
| 1985     | Portland T. Blazers | 9   | 9   | 37,7 | 41,0 | 28,6 | 84,4 | 6,1  | 9,2 | 2,6  | 1,0 | 16,7 |
| 1986     | Portland T. Blazers | 4   | 4   | 36,3 | 45,6 | 40,0 | 78,3 | 6,3  | 6,5 | 1,5  | 0,8 | 18,0 |
| 1987     | Portland T. Blazers | 4   | 4   | 38,3 | 45,6 | 25,0 | 79,3 | 7,5  | 3,8 | 1,8  | 0,8 | 24,0 |
| 1988     | Portland T. Blazers | 4   | 4   | 42,5 | 38,6 | 50,0 | 72,4 | 7,0  | 5,3 | 3,0  | 0,5 | 22,0 |
| 1989     | Portland T. Blazers | 3   | 3   | 42,7 | 49,3 | 0,0  | 76,5 | 6,7  | 8,3 | 2,0  | 0,7 | 27,7 |
| 1990     | Portland T. Blazers | 21  | 21  | 40,6 | 44,1 | 22,0 | 77,4 | 7,2  | 7,1 | 2,5  | 0,9 | 21,4 |
| 1991     | Portland T. Blazers | 16  | 16  | 39,6 | 47,6 | 26,8 | 77,6 | 8,1  | 8,1 | 2,1  | 1,0 | 21,7 |
| 1992     | Portland T. Blazers | 21  | 21  | 40,3 | 46,6 | 23,5 | 80,7 | 7,4  | 7,0 | 1,5  | 1,0 | 26,3 |
| 1993     | Portland T. Blazers | 3   | 3   | 38,7 | 41,9 | 41,7 | 80,0 | 6,3  | 4,7 | 1,7  | 1,0 | 19,0 |
| 1994     | Portland T. Blazers | 4   | 4   | 39,3 | 42,5 | 23,1 | 82,6 | 10,3 | 5,5 | 2,0  | 0,5 | 21,0 |
| 1995†    | Houston Rockets     | 22  | 22  | 38,6 | 48,1 | 30,3 | 78,6 | 7,0  | 5,0 | 1,5  | 0,7 | 20,5 |
| 1996     | Houston Rockets     | 8   | 8   | 36,5 | 41,5 | 26,5 | 76,5 | 7,8  | 5,0 | 2,6* | 0,5 | 16,6 |
| 1997     | Houston Rockets     | 16  | 16  | 38,9 | 43,6 | 37,3 | 77,8 | 5,6  | 4,8 | 1,6  | 0,4 | 18,1 |
| 1998     | Houston Rockets     | 5   | 5   | 36,4 | 30,9 | 19,2 | 75,7 | 5,4  | 4,6 | 1,6  | 0,6 | 15,0 |
| Carriera | Carriera            | 145 | 140 | 38,4 | 44,7 | 28,8 | 78,7 | 6,9  | 6,1 | 1,9  | 0,7 | 20,4 |

#### Massimi in carriera
- Massimo di punti: 50 vs Sacramento Kings (6 gennaio 1989)[4]
- Massimo di rimbalzi: 18 vs Los Angeles Clippers (30 marzo 1995)
- Massimo di assist: 16 vs Sacramento Kings (25 gennaio 1986)
- Massimo di palle rubate: 10 (2 volte)
- Massimo di stoppate: 5 (2 volte)
- Massimo di minuti giocati: 55 vs Dallas Mavericks (29 dicembre 1989)

### Onorificenze
- Considerato nella sua epoca secondo solo a Jordan come interprete del ruolo

- Clyde ha fatto registrare in carriera per ben due volte tripla doppia

- Considerato come uno dei giocatori con la schiacciata più bella di tutte

## Palmarès
- Campionato NBA: 1

Houston Rockets: 1995
- Convocazioni all'All-Star Game: 10

1986, 1988, 1989, 1990, 1991, 1992, 1993, 1994, 1996, 1997
• Detiene il maggior numero di volte in
- Squadre All-NBA: 3

First Team: 1992
Second Team: 1988, 1991
- Quarantatreesimo miglior marcatore di sempre sommando ABA e NBA
- Trentottesimo miglior marcatore di sempre NBA
- Trentanovesimo per numero di assist di sempre NBA
- Nono miglior giocatore per palle rubate di sempre NBA
- Undicesimo migliore giocatore di sempre per palle rubate a partita NBA in regular season (2,03 palle rubate a partita)
- I Portland Trail Blazers, gli Houston Rockets e gli Houston Cougars hanno ritirato la sua maglia n. 22
- Incluso dalla NBA nella lista dei cinquanta giocatori più forti di tutti i tempi
- Inserito nel NBA 75th Anniversary Team
- Membro della Basketball Hall of Fame

### Nazionale
- Medaglia d'oro alle olimpiadi di Barcellona 1992